# Oracle (альбом Kittie)
Oracle (с англ. — «Оракул») — второй студийный альбом канадской метал-группы Kittie, выпущенный 30 октября 2001 года на лейбле Artemis Records. Альбом продемонстрировал смену звучания группы: оно стало более агрессивным по сравнению с предыдущим альбомом, и сочетает в себе элементы дэт- и треш-метала. Это последний альбом, записанный с басисткой Талиной Этфилд — в 2002 году она покинула группу.

## История
После тура SnoCore в 2001 году, группа планировала вернуться в студию, где они записывали Spit, чтобы начать работу над следующим. В августе 2001 года, гитаристка Фэллон Боуман покинула группу.
Ритм-гитаристка и вокалистка группы Морган Ландер рассказала, как группа записывала дебютный альбом и сказала: «Мы не писали его 4 или 5 лет». Также она отметила, как менялись их «вдохновители»: «Раньше мы слушали такие группы, как Nirvana, Silverchair, Alice in Chains. Теперь мы слушаем Cannibal Corpse и Nile».
Морган объяснила название альбома: «Оракул говорит правду и предсказывает будущее».

## Реакция
| Совокупная оценка | Совокупная оценка |
| Источник          | Оценка            |
| ----------------- | ----------------- |
| Metacritic        | 56/100            |
| Оценки критиков   |                   |
| Источник          | Оценка            |
| AllMusic          | [ 1 ]             |
| Alternative Press | [ 6 ]             |
| Blender           | [ 6 ]             |
| NME               | 5/10              |
| Playlouder        | [ 8 ]             |
| Q                 | [ 6 ]             |
| Robert Christgau  | [ 9 ]             |
| Rolling Stone     | [ 10 ]            |
| Spin              | 7/10              |

## Список треков
| №   | Название                           | Автор(ы)                    | Длительность |
| --- | ---------------------------------- | --------------------------- | ------------ |
| 1.  | «Oracle»                           | сёстры Ландер               | 2:02         |
| 2.  | «Mouthful of Poison»               | сёстры Ландер               | 4:38         |
| 3.  | «In Winter»                        | сёстры Ландер               | 5:32         |
| 4.  | «Severed»                          | сёстры Ландер               | 3:20         |
| 5.  | «Run Like Hell» (кавер Pink Floyd) | Дэвид Гилмор, Роджер Уотерс | 4:09         |
| 6.  | «Pain»                             | сёстры Ландер               | 3:49         |
| 7.  | «Wolves»                           | сёстры Ландер               | 3:25         |
| 8.  | «What I Always Wanted»             | сёстры Ландер               | 3:43         |
| 9.  | «Safe»                             | сёстры Ландер               | 4:12         |
| 10. | «No Name»                          | сёстры Ландер               | 2:14         |
| 11. | «Pink Lemonade»                    | сёстры Ландер               | 10:37        |

## Участники записи
Kittie
- Морган Ландер — вокал, гитара, пианино, художественное оформление
- Талена Этфилд — бас-гитара
- Мерседес Ландер — барабаны

Производственный персонал
- Гарт Ричардсон — продюсер, инженер
- Хоуи Вейнберг — мастеринг